# Айла и огледалата
„Айла и огледалата“ (на испански: Ayla y Los Mirror) е испански трагикомичен музикален сериал, който се излъчва по стриийминг платформата „Дисни+“ на 27 септември 2024 г. Снимките са осъществени през юни 2023 г. в испанското село Дения. Главната роля се изпълнява от Виолета Мадел.
Сюжетът проследява Айла, богато и разглезено момиче, което преживява шок след загубата на баща си и загубва паметта си. Останала без родители, тя е настанена в приюта за сираци "Ел Боску". Там се запознава с Инес и танцовата група "Лос Мирор" и открива удивителната си способност да долавя чуждите чувства чрез музикални видения. 

## Актьорски състав
- Виолета Мадел – Айла (30 е.)
- Кристиан Лопез – Яго (30 е.)
- Даниела Монтер - София (30 е.)
- Камино Морено – Паола (30 е.)
- Израел Менедез – Како (30 е.)
- Алиша Хойновски – Инес (30 е.)
- Вероника Рамос - Валентина (Вален) (30 е.)
- Ноелия Калдерон - Лусия (29 е.)
- Селу Нието – Ерик (30 е.)
- Мар Абаскал – Есмералда (30 е.)
- Анастасия Русо – Хулия (30 е.)
- Сами Гомез – Давид (30 е.)
- Амалия Мартос Оливарес – Ное (30 е.)
- Мадалина Коджокару – Сарай (30 е.)
- Алваро де лос Сантос – Начо (30 е.)
- Кармен Руиз –  Ниевес, директорката на центъра
- Карлос Серано – Мигел
- Рут Лопис – Сандра
- Алваро Алмодовар - Сами (10 е.)
- Марк Парехо – бащата на Айла (1)

## В България
В България сериалът започва излъчване по локалната версия на „Дисни Ченъл“ на 30 септември 2024 г. с разписание всеки делник от 19:50 ч.